# Anaïs Gaudemard
Anaïs Gaudemard (* 1991) ist eine französische Harfenistin.

## Biografie
Anaïs Gaudemard erhielt seit dem Alter von acht Jahren Unterricht auf der Harfe und studierte diese parallel zum Klavier. Sie besuchte zunächst das Konservatorium von Marseille, danach das Conservatoire National Supérieur de Musique et de Danse de Lyon, wo sie 2013 ihr Studium mit Auszeichnung abschloss. In Weiterführung ihrer Studien an der Haute École de Musique de Lausanne erlangte sie 2015 das Solistenexamen, ebenfalls mit Auszeichnung. Nach Erfolgen bei anerkannten Wettbewerben nahm sie eine internationale Tätigkeit als freiberufliche Harfenistin auf und konzertierte sowohl mit Solo- und Kammermusikprogrammen als auch mit namhaften Orchestern. Ihr Repertoire reicht von Barockmusik bis ins 21. Jahrhundert. Zeitgenössische Komponisten wie Esteban Benzecry, Philippe Hersant und Camille Pépin haben für sie Werke geschrieben.

## Preise und Auszeichnungen
- 1. Preis und Sonderpreis für die beste Interpretation des zeitgenössischen Wettbewerbsstücks beim 18. International Harp Contest in Israel, 2012[7]
- Thierry Scherz Preis beim Sommets Musicaux Festival in Gstaad, 2015
- 2. Preis und Sonderpreis des Münchner Kammerorchesters beim Internationalen Musikwettbewerb der ARD, München, 2016
- Nominierung als ECHO Rising Star durch die European Concert Hall Organisation, Spielzeit 2028/19[8]

## Diskografie
- Anaïs Gaudemard - Harp Concertos. Werke von Alberto Ginastera, Claude Debussy und François-Adrien Boieldieu. Orchestre de l’Opera de Rouen Haute-Normandie, Leo Hussain. CD erschienen bei Claves, 2017.
- Anaïs Gaudemard - Solo. Werke von Henriette Renie, Domenico Scarlatti, Carl Philipp Emanuel Bach, Gabriel Faure, Paul Hindemith und Philippe Hersant. CD erschienen bei Harmonia mundi, 2019.